# 福原オレンジ
福原オレンジ（ふくはらオレンジ）とは、柑橘類の品種のひとつ。日本で発見されたオレンジの品種として知られる。なお、果実が樹上で越冬する、晩生のオレンジである。

## 概説

### 誕生の経緯
福原オレンジは、1909年頃に千葉県安房郡岩井町（現南房総市富山町岩井）の福原周平の家の敷地で誕生し、1930年に新品種として確認された
。
福原オレンジの誕生は、1909年頃（正確な年は不明）に福原周平の父親が、自園のユズにジョッパを高接ぎ

したことに始まる
。
この接着部付近から発芽して伸長したものが、福原オレンジの原木である
。
この伸長した木は、その枝葉や果実の形質がジョッパとは異なっていた。その理由は不明だが、恐らく接木したジョッパがたまたま変異していたのではないかと考えられている。
また、別の文献によると、福原周平の父親が1909年頃（やはり正確な年は不明）にユズを台木としてジョッパを高つぎしたところ、接ぎ木に失敗していることが判明したが、その約3年後に、接ぎ木を試みた付近から発芽して伸長してきたのが、福原オレンジの原木であるという
。
その後、1930年代初頭に見い出された福原オレンジは、1935年に晩生柑橘の有望品種として一般に紹介され

、ここから日本での栽培が始まった。
ただし、本系統は変異しやすく、果樹試験場口之津支場では加津佐町の高見一男園地で系統選抜を行い、大きい果実で種が少ない1号と糖度が高く豊産な4号を選抜した
。

### 特徴
福原オレンジの枝葉は、上記の経緯から、ジョッパと似ている部分もある
。
福原オレンジの葉はオレンジの品種の中では比較的大き目で、また葉の縁がやや波立っているのが特徴。そして枝には小さな棘を持っている。なお、果実の形や大きさには、個体によって違いが見られることが知られているものの

、概ね次のような形状である。果実は球形、または扁球で、その重量は150~200 グラム程度で

、内部に種子が5個〜10個程度存在する
。
果皮は果実が熟すと濃いオレンジ色となる。果肉は黄味がかったオレンジ色で、比較的柔らかい。なお、室数は10~13くらいである
。
果汁は、果汁歩合が44.5％程度で

、オレンジに特有の香気を持っている。なお、福原オレンジの成分組成の例として、糖度14.0Bx、全糖9.7%、還元糖率41.9%、クエン酸1.68%であり、そのpHは3.35であったというデータがある
。

### 栽培に関して
福原オレンジの日本における果実の成熟期は3月～5月である

。
しかし、あまり遅い時期まで収穫しないでいると、果実の色が緑系の色（熟する前の色）に少しだけ戻り（完全に熟する前の色になるわけではない）、果汁が減少してしまうことがある
。
収量はそれなりに望めるが、寒さに弱く、冬の冷気や寒風に遭うと落果してしまう。ただし、それでもワシントン・ネーブルよりは耐寒性があると言われている
。
また栽培の際は、かいよう病に注意が必要である。かいよう病は、風によってこすれたりして傷がついた場所から簡単に感染するので

、風対策が重要となる。なお、福原オレンジの栽培に適する場所の条件として、日当たりが良く、土壌は肥沃で水はけが良いことが挙げられる
。
この他、福原オレンジをウンシュウミカンに高つぎした場合、枝の伸長が良くなり、その基部の葉が大きくなるという性質がある
。
福原オレンジは、1980年現在は、日本の一部地域で栽培されていた
。